# Щербачёв, Григорий Дмитриевич
Григорий Дмитриевич Щербачёв (22 октября 1823, Москва, — 17 ноября 1899, Москва) — русский военный деятель, писатель

-публицист; редактор и издатель (совместно с А. А. Оболонским) журнала «Народное чтение».

## Биография
Начал службу в гвардейской конной артиллерии, во время осады Севастополя командовал ракетной батареей и был тяжело ранен. В 1855—1859 адъютант генерала от артиллерии барона Корфа, с 1859 г. состоял при Министерстве Внутренних дел, с 1.10.1866 генерал-майор, позже был директором Орловской военной гимназии (в 1867—1872 гг.), с 18.06.1872 в отставке. Перешёл на гражданскую службу, долго состоял предводителем дворянства Мещовского уезда Калужской губернии.
В 1856 году, когда вопрос об освобождении крестьян от крепостной зависимости стоял на очереди, у Александра Александровича Оболонского явилась мысль издавать журнал для народа, который мог бы составить для крестьян приятное и полезное чтение. Идею свою Оболонский сообщил Г. Д. Щербачёву, который охотно разделил её и они вместе выработали программу журнала и решили назвать его «Народным чтением». По мнению издателей, проектируемый журнал должен был удовлетворять, прежде всего, двум требованиям: во-первых, должен был давать народу здоровую умственную пищу и, во-вторых, сообразуясь с денежными средствами простолюдинов, цена его должна была быть доведена до minimum’а, чего им и удалось добиться, благодаря, в частности, помощи Великого Князя Михаила Николаевича, исходатайствовавшего удешевлённую пересылку журнала.
Похоронен в Донском монастыре.

## Семья
Отец: Дмитрий Александрович Щербачёв (1796—1840) — отставной поручик, калужский помещик, сын артиллерии майора Александра Яковлевича Щербачёва и Анастасии Васильевны Писаревой.
Мать: Александра Григорьевна Стрекалова (ок. 1806—1861) — дочь коллежского асессора Григория Федоровича Стрекалова и его супруги Анны Васильевны.
Сестра: Анастасия Дмитриевна Щербачёва (1825—1897) — замужем не была.
Григорий Дмитриевич женился на Екатерине Даниловне Мороз (? — 24.11.1909), дочери тайного советника и сенатора Даниила Матвеевича Мороза и Любови Гавриловны Бестужевой-Рюминой. В этом браке родились трое сыновей:
- Дмитрий Григорьевич (1857—1932) — генерал от инфантерии, эмигрировал с семьей во Францию, умер в Ницце.
- Даниил Григорьевич (1858—1930) — директор С.-Петербургского Императорского Воспитательного дома, действительный статский советник.
- Сергей Григорьевич (1859—1917) — титулярный советник, секретарь Русского Императорского Православного Палестинского общества (в 1911—1913), литератор.